# Daniel G. Garnsey

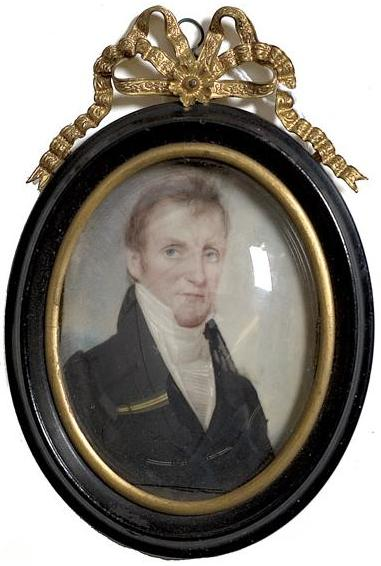
Daniel Greene Garnsey (22. März 1828)

Daniel Greene Garnsey (* 17. Juni 1779 in Canaan, Columbia County, New York; † 11. Mai 1851 in Gowanda, New York) war ein US-amerikanischer Politiker. Zwischen 1825 und 1829 vertrat er den Bundesstaat New York im US-Repräsentantenhaus.

## Werdegang
Daniel Garnsey besuchte private Schulen. 1805 wurde er Mitglied der Staatsmiliz von New York; in den Jahren 1810 und 1811 war er Brigade Inspector im Saratoga County. Nach einem Jurastudium und seiner 1811 erfolgten Zulassung als Rechtsanwalt begann er im Rensselaer und im Saratoga County in diesem Beruf zu arbeiten.  Während des Britisch-Amerikanischen Krieges war Garnsey als Major im Stab eines Generalmajors. Im Jahr 1816 zog er nach Pomfret, ebenfalls im Staat New York. Dort war er beim Aufbau dieser Gemeinde beteiligt, die sich nun Dunkirk nannte. Zwischenzeitlich war er Bezirksrat im Chautauqua County. Von 1818 bis 1826 war er auch als Bezirksstaatsanwalt tätig.
Bei den Kongresswahlen des Jahres 1824 wurde Garnsey als Mitglied der National Republican Party im 30. Wahlbezirk von New York in das US-Repräsentantenhaus in Washington, D.C. gewählt, wo er am 4. März 1825 die Nachfolge von Albert H. Tracy antrat. Nach einer Wiederwahl konnte er bis zum 3. März 1829 zwei Legislaturperioden im Kongress absolvieren. Diese Zeit war von heftigen Diskussionen zwischen den Anhängern von Andrew Jackson sowie denen von Präsident John Quincy Adams bzw. Henry Clay bestimmt.
Im Jahr 1831 zog Garnsey in die Nähe von Battle Creek in Michigan. Bald darauf wurde er Posthalter und Leiter der öffentlichen Arbeitsvergaben in der Gegend um Detroit und Ypsilanti. 1832 nahm er unter dem Kommando von General Winfield Scott am Black-Hawk-Krieg teil. Später zog er nach Rock Island in Illinois. Zwischen 1841 und 1843 arbeitete er für das Bundeskatasteramt in Dixon. Daniel Garnsey starb am 11. Mai 1851 in Gowanda, wo er auch beigesetzt wurde.